# Ixodes fecialis
Ixodes fecialis är en fästingart som beskrevs av Warburton och Thomas Nuttall 1909. Ixodes fecialis ingår i släktet Ixodes och familjen hårda fästingar. Inga underarter finns listade i Catalogue of Life.